# Jim Stjerne Hansen
Jim Stjerne Hansen (født 28. maj 1953 i Hvidovre) er en dansk tidligere professionel fodboldspiller, der siden 1988 har været generalsekretær for Dansk Boldspil-Union (DBU).
Hansen er hf-student fra Vallensbæk Statsskole og blev efterfølgende shippinguddannet i Mærsk, som han efterfølgende var udstationeret for i Rio de Janeiro. Senere var han direktør i nogle transportvirksomheder, inden han i 1988 blev generalsekretær for DBU. 
Jim Stjerne Hansen var allerede fra sine helt unge år medlem af Hvidovre IF, og var anfører for ynglingeholdet da det vandt DM i 1971. Han spillede 84 kampe for divisionsholdet og blev dansk mester med klubben i 1973. Senere spillede han 82 kampe for Brøndby IF og var klubbens anfører ved oprykningen til 1. division (senere omdøbt til Superligaen) i 1981.